# 榎倉康二
榎倉康二（えのくら こうじ、1942年11月28日 - 1995年10月20日）は東京都生まれの日本人画家でインスタレーション・アーティストである。

彼は1960年代から1970年代にかけて台頭した「もの派」の一員であった。もの派の作家たちは、石、鉄板、ガラス、電球、綿、スポンジ、紙、木、鉄線、ワイヤー、ロープ、革、油、水といった、「もの」自身を主題にするとともに、諸要素と空間の相互依存に焦点をあてた作品を制作した。また、自然的な物質と工業的な物質の出会いを探求し、それらを一過性の静止状態に配置することによって作品とした。

## 来歴
父は洋画家の榎倉省吾。東京で生まれ、1966年に東京藝術大学美術学部油画科を卒業、1968年に同大学美術研究科で修士号を取得し、1975年から1995年に死去するまで同大学で教員を務めた。
榎倉は1970年代初頭から、紙、布、フェルト、革に油を染み込ませる手法で作品を制作する。時にギャラリーや野外スペースで壁や床を変色させるということも行っていた。当時のインスタレーションは現存しないものの、写真による展示作品の記録が残されている。

1970年には、リチャード・セラ、ヤニス・クネリス、ルチアーノ・ファブロ、ブルース・ナウマンといった世界的に有名なアーティストらが出品する「第10回日本国際美術展 Tokyo biennale ‘70〈人間と物質 between man and matter〉」に、高松次郎、小清水漸とともに参加。油を染み込ませた藁半紙を、高さを変えて床に敷きつめた《場》(1970年) を出品した。
さらに、最も有名な作品の一つが《無題》(1970年) である。革でできた三角錐を部屋の角に置いたこの作品を通して、榎倉は隣接する壁との関係性を強調している。
1971年の「第7回パリ青年ビエンナーレ」に出品した《壁》という、パリのフローラル公園 の2本の木の間に、高さ3m、幅5mのコンクリート壁を築いた作品もまた、同じテーマを用いた榎倉の代表作 である。 この際に受け取った優秀賞の奨学金で、榎倉は 1973年から1974年までパリに滞在することとなる。

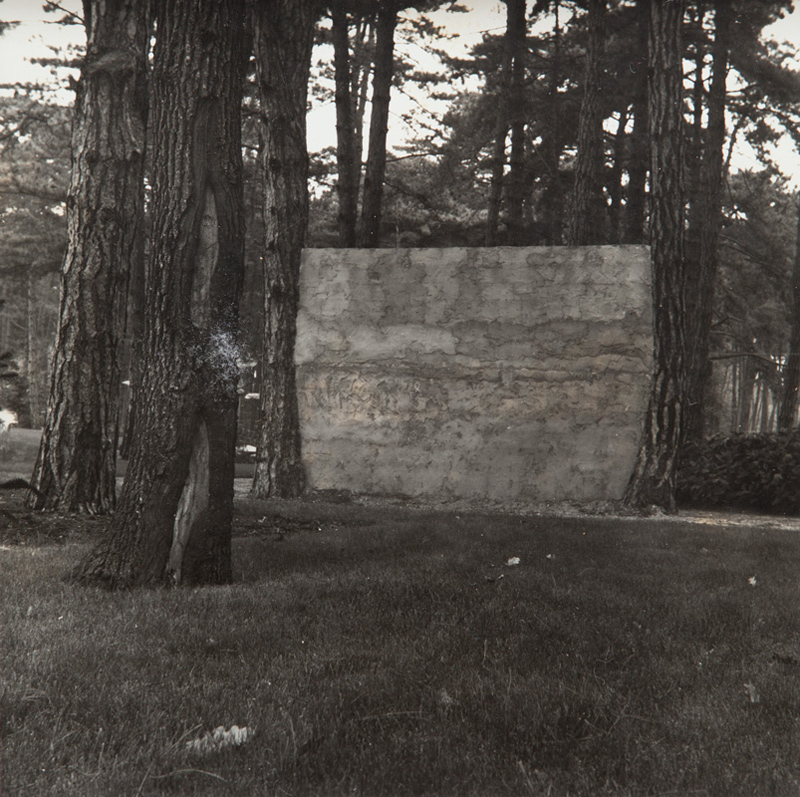
第7回パリ青年ビエンナーレでの展示風景
《壁》, 1971年
ブロック、モルタル
Courtesy of the Estate of Koji Enokura

これらの作品群は、榎倉の世界の中に自分の居場所を確認する試みであった。彼はこう語っている。
「肉体と物との緊張感こそ私が探りたい事であり、そしてこの緊張感が自分自身の存在を自覚し得る証しだと思う」
1973年までに、榎倉康二、菅木志雄、李禹煥、関根伸夫、そして、小清水漸、吉田克朗といった作家達は「もの派」と呼ばれるようになった。

### 写真
後に残らないインスタレーションの単なる記録としてのみならず、榎倉は作品としての写真も制作した。床の水たまり、机から滴り落ちる水、光の反射など、閾の存在といった、同様のテーマを用いたものである。《予兆−海・肉体(P.W.-No.)》(1972年) は最も象徴的な作品のひとつであり、打ち寄せる波に沿うように作家が海岸に体を横たえた様子を描いたものである。この作品についてキュレーターのサイモン・グルームはこう言及している。
「永遠に寄せては返す波が岸辺を洗う。世界に帰属するための媒体としての身体、あるいは、周囲の世界からの分離の気づきとつながりたいという我々の思いを、これ以上に痛切に表現した作品はない。」

### キャンバスを使った後期の作品
1980年代から1990年代にかけて、榎倉は綿布にしみをつけるという行為を探求し続けた。しみの作品には《干渉》あるいは《干渉(STORY)》というタイトルをつけ、時系列に番号をふった。 多くは、キャンバス上で黒いペンキを塗った滑らかな部分/何も塗っていない部分を対比させた作品であったが、時には布の表面全体にペンキを浸した作品も存在する。また、油を浸した木材をキャンバスに押しつけたり、立てかけたりすることでキャンバス上にしみをつけるといった手法を用いることもあった。

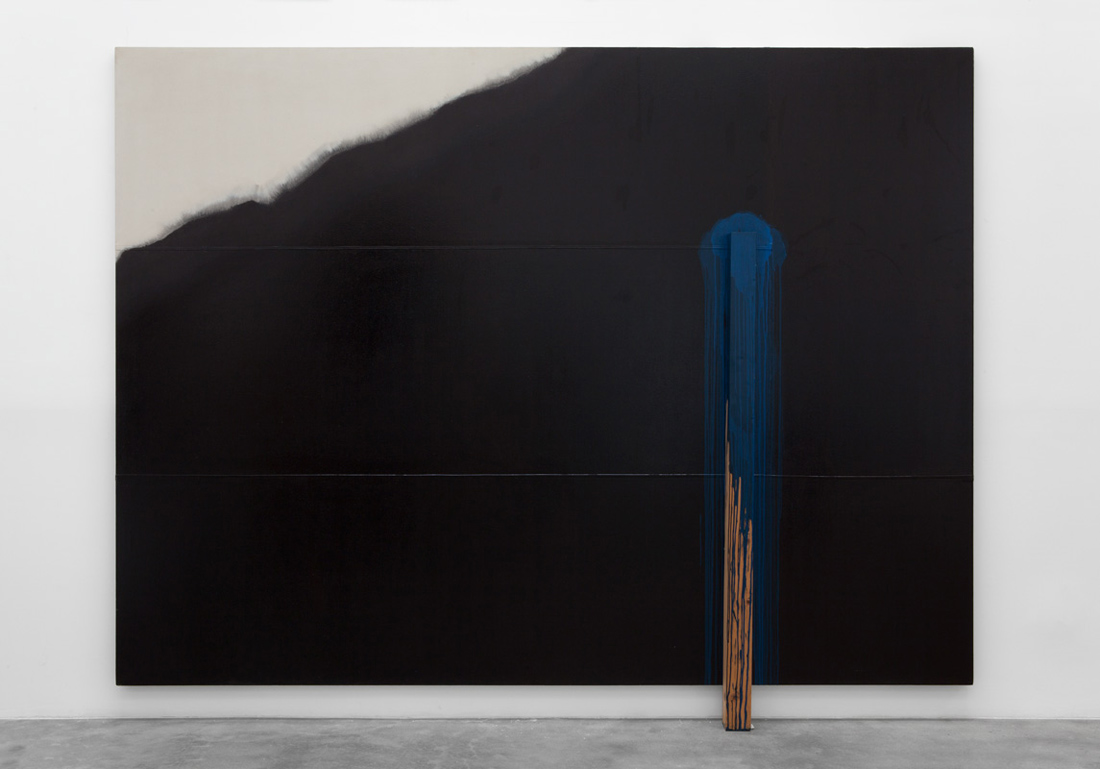
《干渉 No. 1》, 1987
248.5 x 333.3 x 30 cm
綿布、アクリル塗料
Courtesy of the Estate of Koji Enokura and Blum & Poe
Photo by Joshua White

加えて、砂や水が入った瓶、あるいは鉢植えを置いた小さな棚板がついた作品に取り組んだのもこの時期である。さらに、一重あるいは二重に重ねた布を斜めに壁に掛け、床に垂らした作品もこの時期に数多く制作した。

## 展覧会
榎倉康二の初個展は1969年に東京の椿近代ギャラリーで開催された。それ以来、1994年の斎藤記念川口現代美術館、国立国際美術館での展覧会を筆頭に日本各地で個展を行う。2005年には東京都現代美術館で大規模な回顧展が開催される。
他にも、「第10回日本国際美術展 Tokyo biennale ‘70〈人間と物質between man and matter〉」東京都美術館、「第7回パリ青年ビエンナーレ」(1971年)、「第2回シドニー・ビエンナーレ(1976年)、「第38回ヴェネツィア・ビエンナーレ」(1978年)、「70年代日本の前衛展[Avanguardie Giapponesi degli Anni 70]」(1992年)、「世田谷美術展 ‘94」世田谷美術館、「もの派—再考」国立国際美術館(2005年)、「Re:Quest-1970年代以降の日本現代美術展」ソウル大学校美術館(2013年) など大規模な展覧会に出品されている。
また、アメリカで初めてもの派を検証した展覧会となった、2012年2月に米ロサンゼルスのBlum & Poeギャラリーで行われた「太陽へのレクイエム：もの派の美術」展で紹介されたことを契機に、アメリカでも榎倉が注目を集めることになった。
榎倉の作品は、没後もBlum & Poe (ロサンゼルス、ニューヨーク、東京)、Fergus McCaffrey（ニューヨーク）、東京画廊（東京、北京）、タカ・イシイギャラリー（東京、パリ、ニューヨーク）、鳩ノ森美術（東京）といったギャラリーで発表されている。

## パブリックコレクション
榎倉康二の作品は愛知県美術館、福岡市美術館、原美術館、広島市現代美術館、兵庫県立美術館、東京都現代美術館、埼玉県立近代美術館、国立国際美術館、東京国立近代美術館、プンタデラドガーナ美術館 (ヴェネチア)、世田谷美術館、東京都美術館、大阪中之島美術館をはじめとする数多くの美術館に収蔵されている。